# Malgassoclanis suffuscus
Malgassoclanis suffuscus is een vlinder uit de familie van de pijlstaarten (Sphingidae). De wetenschappelijke naam van de soort werd in 1959 gepubliceerd door Paul Griveaud.